# 北房町
北房町（ほくぼうちょう）は、かつて岡山県の北部（上房郡）にあった町。現在は合併により真庭市となっており、旧町役場は真庭市役所北房支局（後に北房振興局に改称）となっている。

## 地理
- 山 ： 大野呂山、四峰山
- 河川 ： 備中川

## 沿革
- 1889年（明治22年）6月1日 - 町村制施行により、将来の町域に、阿賀郡呰部村、上水田村、水田村、中津井村の4村が誕生。
- 1900年（明治33年）4月1日 - 阿賀郡の内、上記4村と中井村(現・高梁市)の範囲が上房郡に編入となる。残りの阿賀郡と哲多郡が合併し、阿哲郡となる。
- 1929年（昭和4年）7月4日 - 上房郡呰部村が町制、呰部町となる。
- 1953年（昭和28年）10月1日 - 上房郡呰部町、上水田村、水田村、中津井村が合併、北房町となる。
- 1957年（昭和32年）4月1日 - 新見市から豊永赤馬小字坂尻を分離編入（現・真庭市上呰部）。
- 2005年（平成17年）3月31日 - 真庭郡内の4町4村（落合町、勝山町、久世町、湯原町、川上村、中和村、美甘村、八束村）との合併により真庭市となる。同日北房町は廃止。北房町の9大字は真庭市に継承された。

## 大字
現在は真庭市の大字として継承されている。
- 五名（ごみょう） ： 旧水田村
- 山田（やまだ） ： 旧水田村
- 宮地（みやじ） ： 旧水田村
- 上水田（かみみずた） ： 旧上水田村
- 下中津井（しもなかつい） ： 旧中津井村
- 上中津井（かみなかつい） ： 旧中津井村
- 阿口（あくち） ： 旧呰部町
- 上呰部（かみあざえ） ： 旧呰部町
- 下呰部（しもあざえ） ： 旧呰部町

## 地域

### 教育
- 北房町立中津井小学校
- 北房町立呰部小学校
- 北房町立上水田小学校
- 北房町立水田小学校

以上の4校は真庭市立として存続したが、2018年4月に統合されて真庭市立北房小学校となった。
- 北房町立阿口小学校（後の真庭市立、2015年7月閉校）[2]

- 北房町立北房中学校（現在は真庭市立）

## 交通

### 鉄道路線
なし

### 道路
- 高速道路
  - 中国自動車道 ： 北房IC
- 一般国道
  - 国道313号
- 県道
  - 岡山県道50号北房井倉哲西線
  - 岡山県道58号北房川上線
  - 岡山県道78号長屋賀陽線
  - 岡山県道310号西方北房線
  - 岡山県道311号阿口上線
  - 岡山県道312号宮地有漢線
  - 岡山県道440号上有漢北房線

## 名所・旧跡・観光スポット・祭事・催事

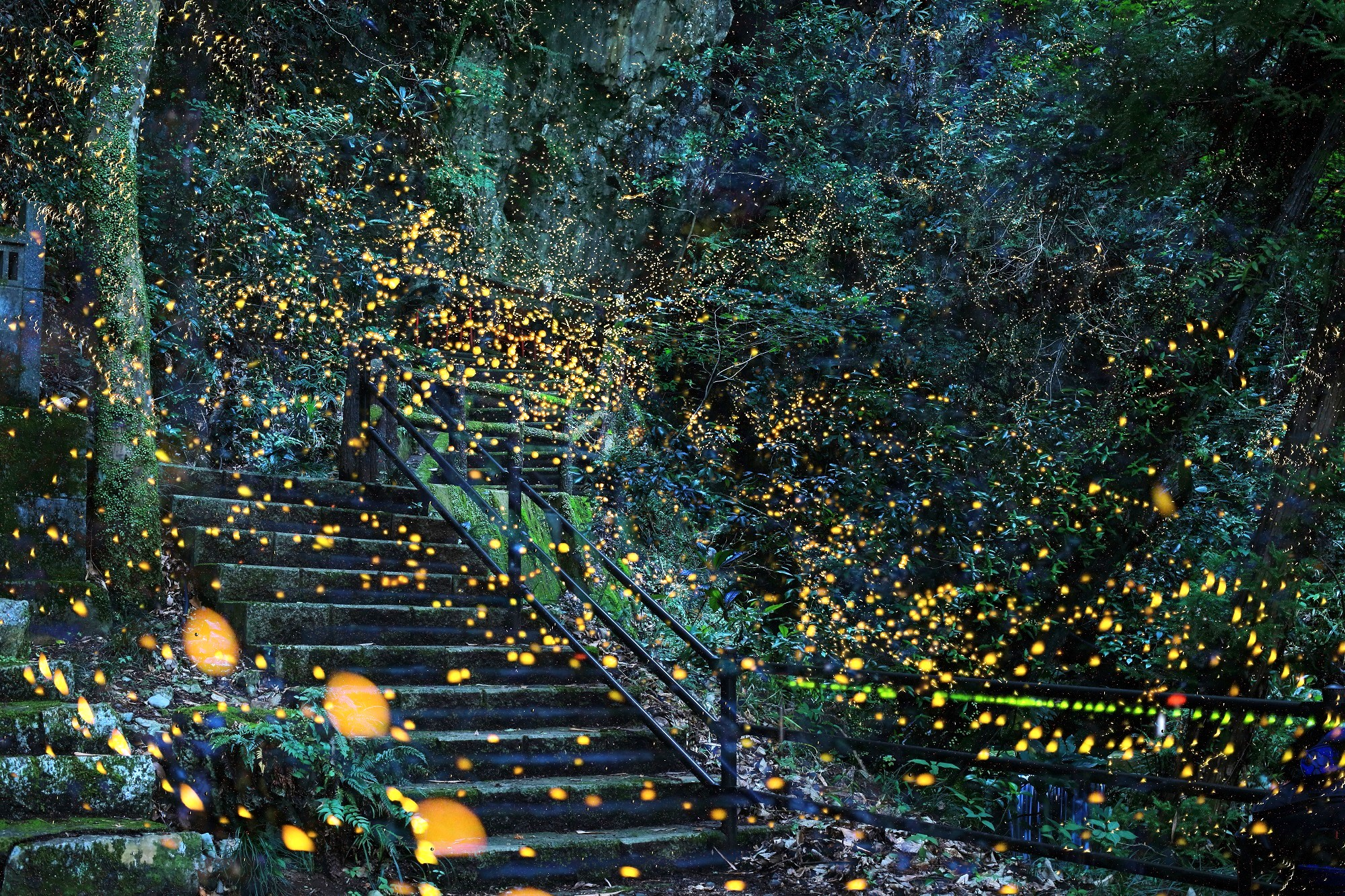
諏訪洞前におけるヒメボタルの発光

- 諏訪洞（岡山県指定天然記念物）
- 備中鐘乳穴（岡山県指定天然記念物）
- 岩屋の穴（岡山県指定天然記念物）
- 井弥の穴（町指定天然記念物）
- 英賀廃寺（町指定史跡）
- 大谷1号墳
- 定古墳
- 北房ぶり市（2月第1日曜日）
- ホタル祭り（6月第2土曜日）

## その他
- 北房中継局 - 町内をカバーするテレビ中継局